# Donald L. Niewyk
Donald L. Niewyk (1940) é um escritor, palestrante e professor americano. O foco de seu trabalho está na pesquisa histórica dos eventos em torno do genocídio de judeus durante a Segunda Guerra Mundial nas mãos da Alemanha Nazista—comumente conhecido como Holocausto.

## Obras publicadas
- The Holocaust: Problems & Perspective of Interpretation (2003)
- The Columbia Guide to the Holocaust (com Francis R. Nicosia) (2000)
- Fresh Wounds: Early Narratives of Holocaust Survival (1998)
- The Jews in Weimar Germany (1980)
- Socialist, Anti-Semite, and Jew (1972)